# Михаїл (Гринчишин)
Михаї́л Гринчи́шин, ЧНІ (англ. Michael Hrynchyshyn, фр. Michel Hrynchyshyn; 18 лютого 1929, Б'юкенен, Саскачеван, Канада — 12 листопада 2012, Париж, Франція) — редемпторист, єпископ Української греко-католицької церкви, апостольський екзарх для українців Франції, країн Бенілюксу та Швейцарії.

## Біографія
Народився в селі Б'юкенен (англ. Buchanan), провінція Саскачеван, Канада в сім'ї українських емігрантів з Тернопільщини Івана Гринчишина та Марії.
28 липня 1946 р. склав монаші обіти в Згромадженні Редемптористів у Йорктоні.
Ієрейське рукоположення отримав із рук єпископа Максима Германюка 25 травня 1952 р. в Торонто.
Виконував душпастирське служіння в Нью-Йорку, Вінніпезі та Саскатуні.
У 12 жовтня 1955 р. захистив докторську дисертацію на тему «The Development of Oriental Rite Branches within Latin Religiosus Institutes» у Папському східному інституті в Римі. Після завершення студій деякий час викладав у семінаріях Канади.
Із 1970 р. — постулятор у беатифікаційному процесі митрополита Андрея Шептицького.
Упродовж 1972–1981 рр. — протоігумен Редемптористів Канади і США.
27 листопада 1982 р. папа Римський Іван Павло II призначив ієромонаха Михайла Гринчишина апостольським екзархом для українців Франції і титулярним єпископом Зигрітанським. Єпископську хіротонію отримав 30 січня 1983 р. в Римі. Головним святителем був кардинал Йосиф Сліпий, а співсвятителями — митрополити Максим Германюк і Стефан Сулик.
У 1987–1989 рр. єпископ Михайло Гринчишин одночасно виконував обов'язки апостольського адміністратора екзархату для українців Великої Британії.
Владика Михаїл Гринчишин помер у Парижі 12 листопада 2012 на 83-у році життя. Похований у гробниці отців редемптористів у Вінніпезі.

## Нагороди
- Орден «За заслуги» ІІІ ступеня (20 червня 2005) — за вагомий особистий внесок у розвиток взаємовідносин між Україною та Французькою Республікою, багаторічну плідну громадську діяльність, популяризацію культурних і духовних надбань українського народу[4]